# دوما، میسیسیپی
دوما (به انگلیسی: Dumas) شهرکی در ایالت میسیسیپی کشور ایالات متحده آمریکا است که جمعیت آن در سرشماری سال ۲۰۱۰ میلادی، ۴۷۰
نفر بوده‌است.